# Megachile axillaris
Megachile axillaris – gatunek pszczoły z rodziny miesierkowatych (Megachilidae). Opisał go Geoffrey Meade-Waldo w 1915 z południowo-zachodniej Australii.